# Kuhntal

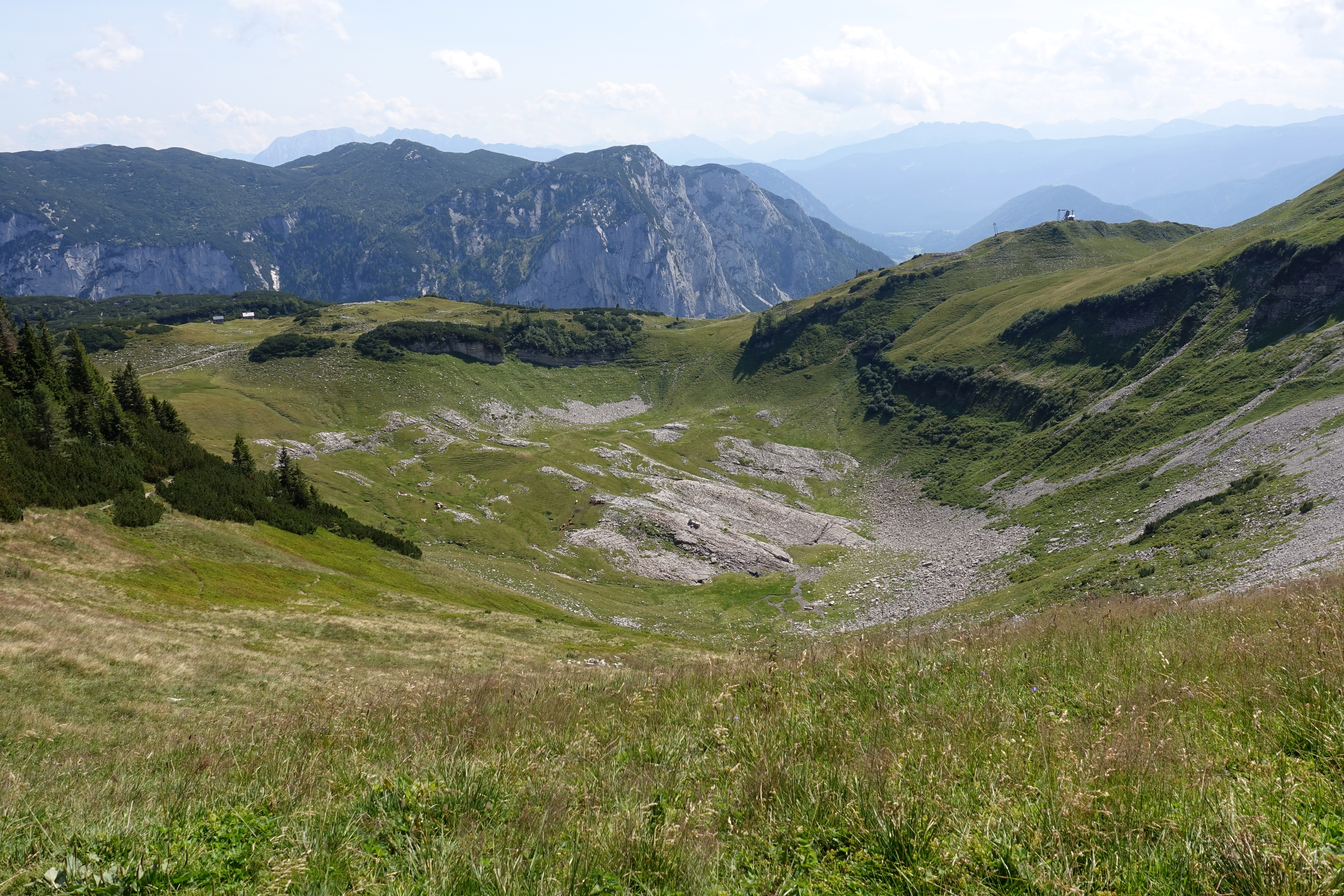
Blick vom Gschwandtsattel auf das Kuhntal

Das Kuhntal, auch Kühntal oder Bräuning-Kunntal, ist eine Riesendoline im Südwesten des Toten Gebirges in der Gemeinde Altaussee im österreichischen Bundesland Steiermark. Die tiefste Stelle der Doline befindet sich in einer Höhe von 1537 m ü. A.. Das Kuhntal ist im Norden, Westen und Süden von den Abhängen des Bräuningzinkens, Greimuths und Atterkogels umrahmt. Im Osten leiten sanfte Hänge zur Bräuningalm über. In der Doline befinden sich die Überreste einer aufgelassenen Skiliftstation.

## Geologie

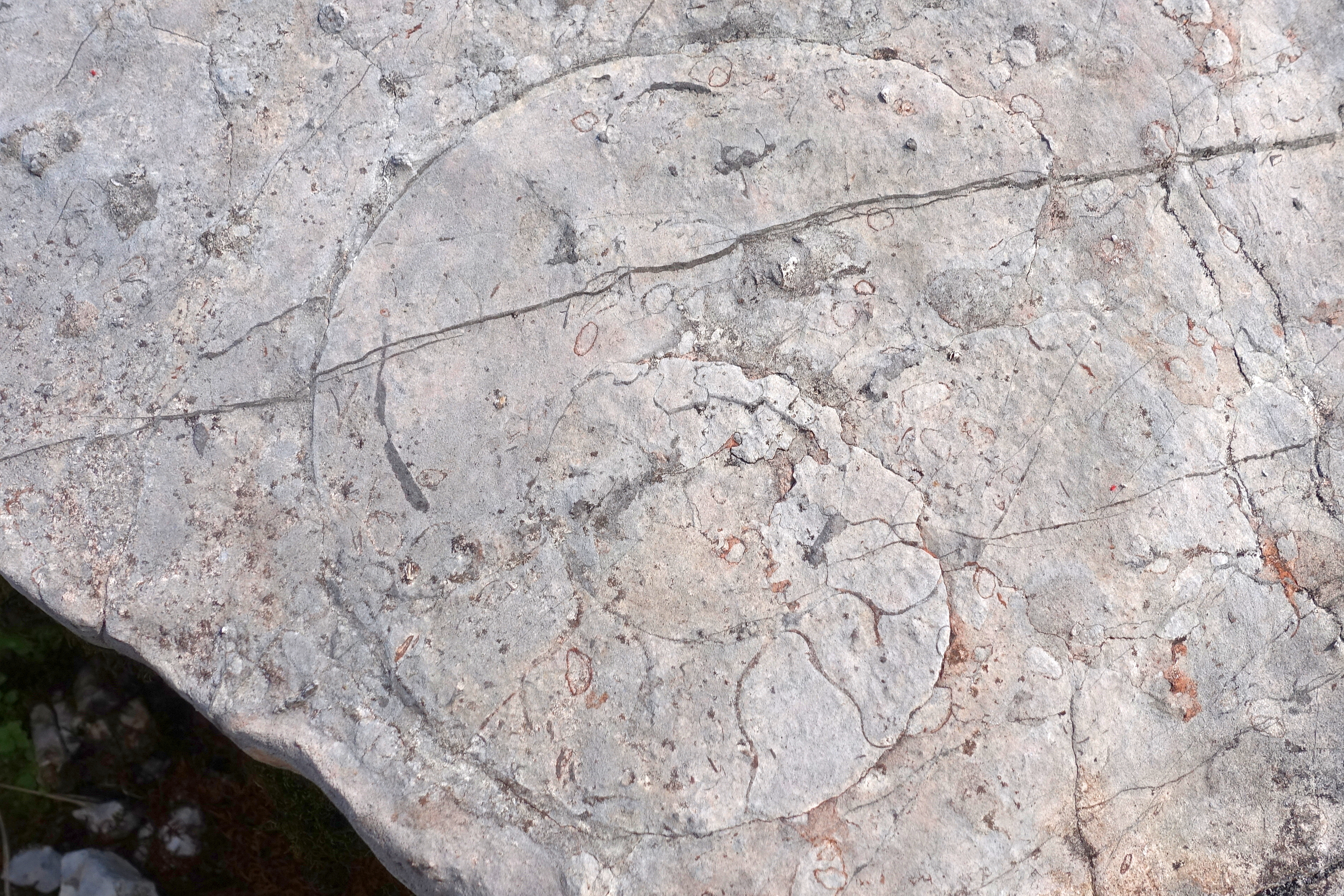
Querschnitt eines Ammoniten im Adneter Kalk (Jura) im Kuhntal

Die Ränder der Doline werden von einer mächtigen Wechselfolge von Oberalmer Schichten mit Barmsteinkalk-Zwischenlagen gebildet. Feinkörniger Adneter Kalk befindet sich vor allem an der Basis in der Doline. In den großen rötlichen Felsplatten des Adneter Kalks finden sich Querschnitte versteinerter Ammoniten mit bis zu 30 cm Durchmesser. Unterhalb dieser Felsplatten befinden sich mehrere Klüfte, wo das Schmelzwasser im Höhlensystem des Loserplateaus verschwindet. Bei warm-feuchtem Wetter steigen aus diesen Klüften Nebel auf.

## Klima
Im Winter sammelt sich im Kuhntal die kalte Luft und es wurden Temperaturen unter −40 °C gemessen. Besonders nach schneereichen Wintern liegt dort bis in den August der Altschnee.

## Flora

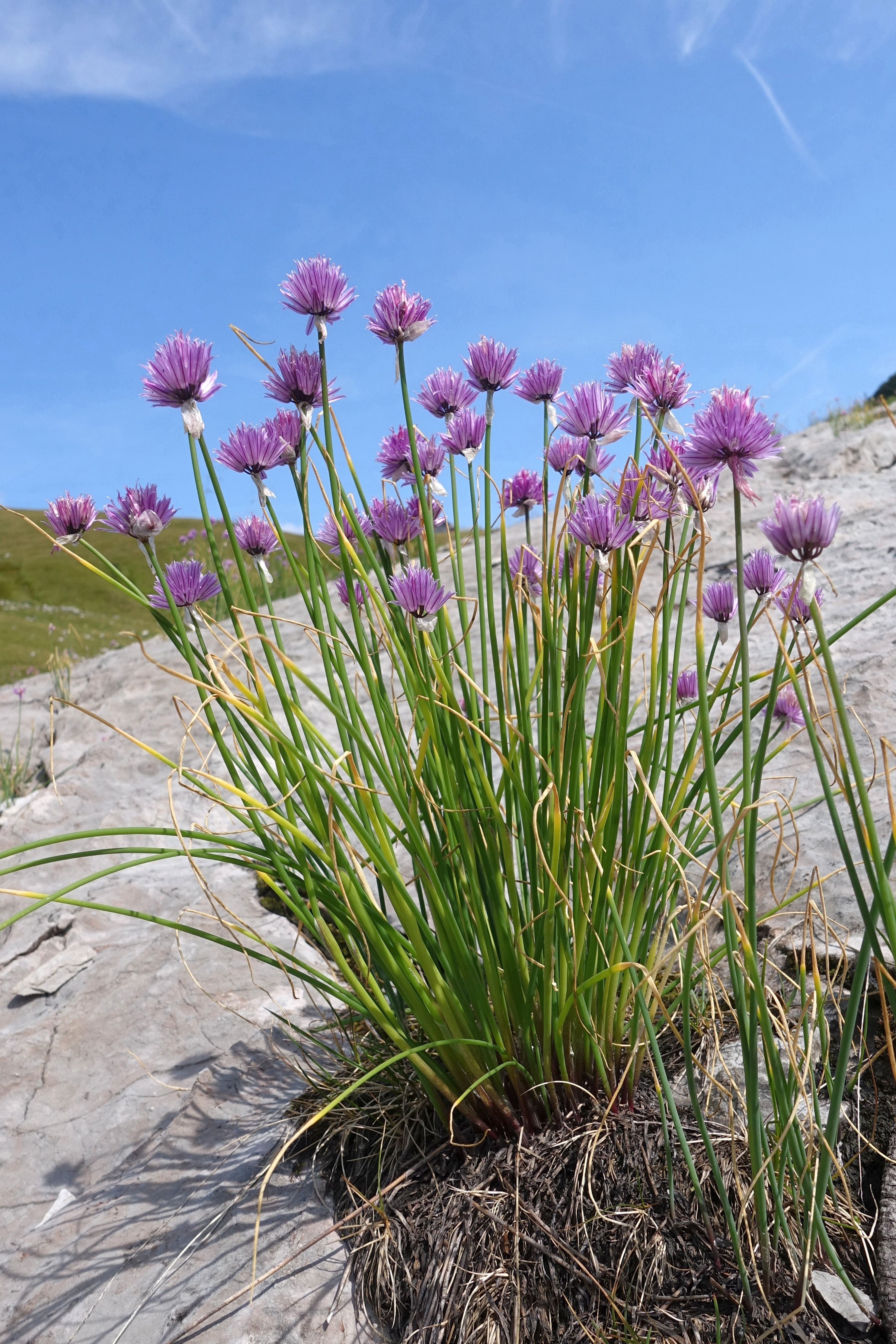
Schnittlauch im Kuhntal

Auf den ausgedehnten Schneeböden wachsen Braun-Klee (Trifolium badium), Gebirgs-Quendel-Ehrenpreis (Veronica serpyllifolia subsp. humifusa), Gauchheil-Weidenröschen (Epilobium anagallidifolium), Alpen-Rispengras (Poa alpina), Gold-Pippau (Crepis aurea) und das Alpen-Mastkraut (Sagina saginoides). In den Vertiefungen der Felsplatten wächst häufig der Schnittlauch (Allium schoenoprasum).

## Wanderwege
Das Kuhntal ist über den markierten Wanderweg 201 bzw. 257 von der Loser Panoramastraße erreichbar.

## Karten
- Alpenvereinskarte Bl. 15/1 (Totes Gebirge – West), 1:25.000; Österreichischer Alpenverein 2014; ISBN 978-3-928777-29-2.
- ÖK 50 Blatt 96 (Bad Ischl), 1:50.000.